# Iglesia de Santo Tomás (Nueva York)
La Iglesia de Santo Tomás (en inglés: Saint Thomas Church) es una iglesia histórica ubicada en Nueva York, Nueva York. La Iglesia de Santo Tomás se encuentra inscrita  en el Registro Nacional de Lugares Históricos desde el 9 de abril de 1980. Ralph Adams Cram fue el arquitecto de la Iglesia de Santo Tomás.

## Ubicación

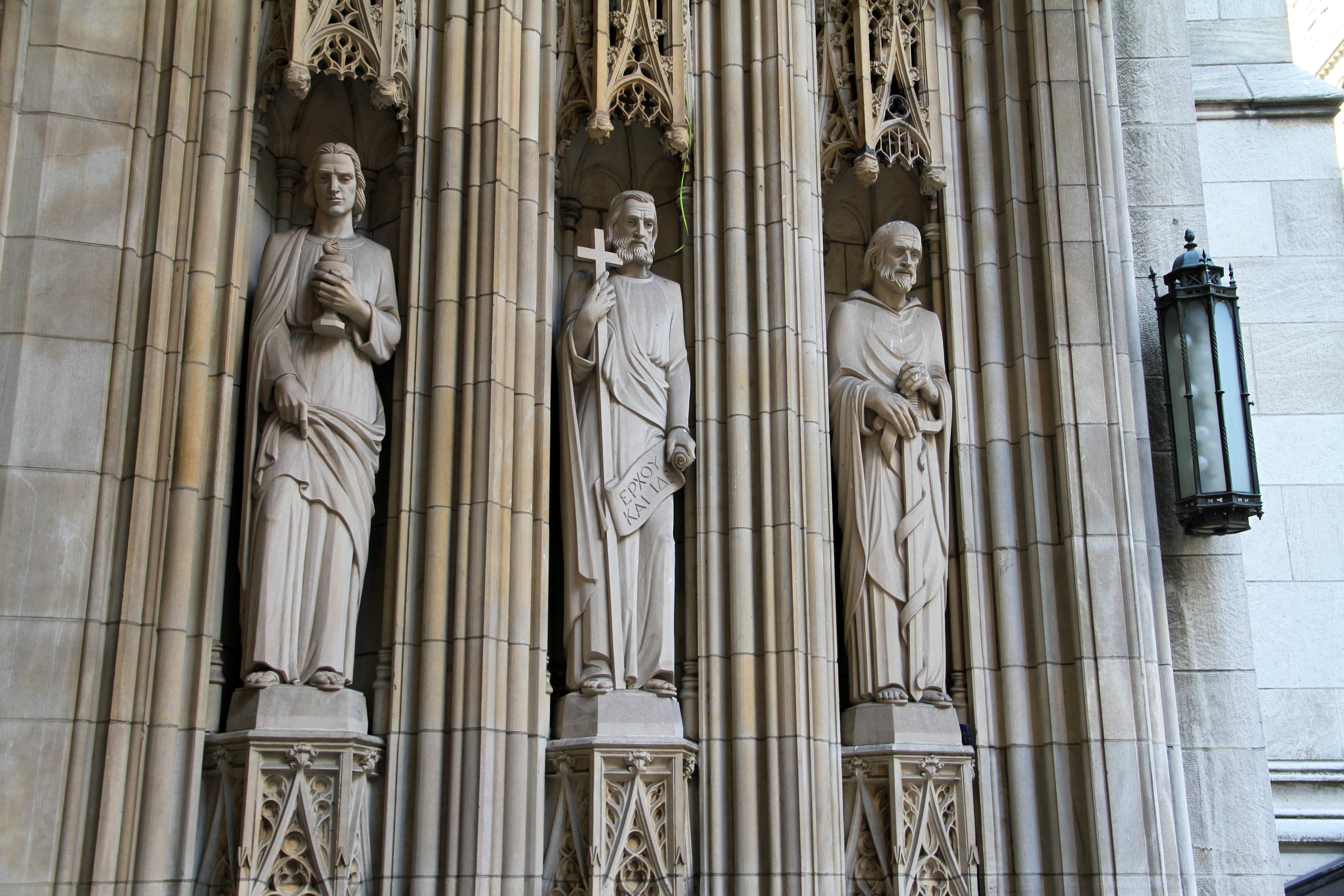
Iglesia de Santo Tomás (Nueva York)

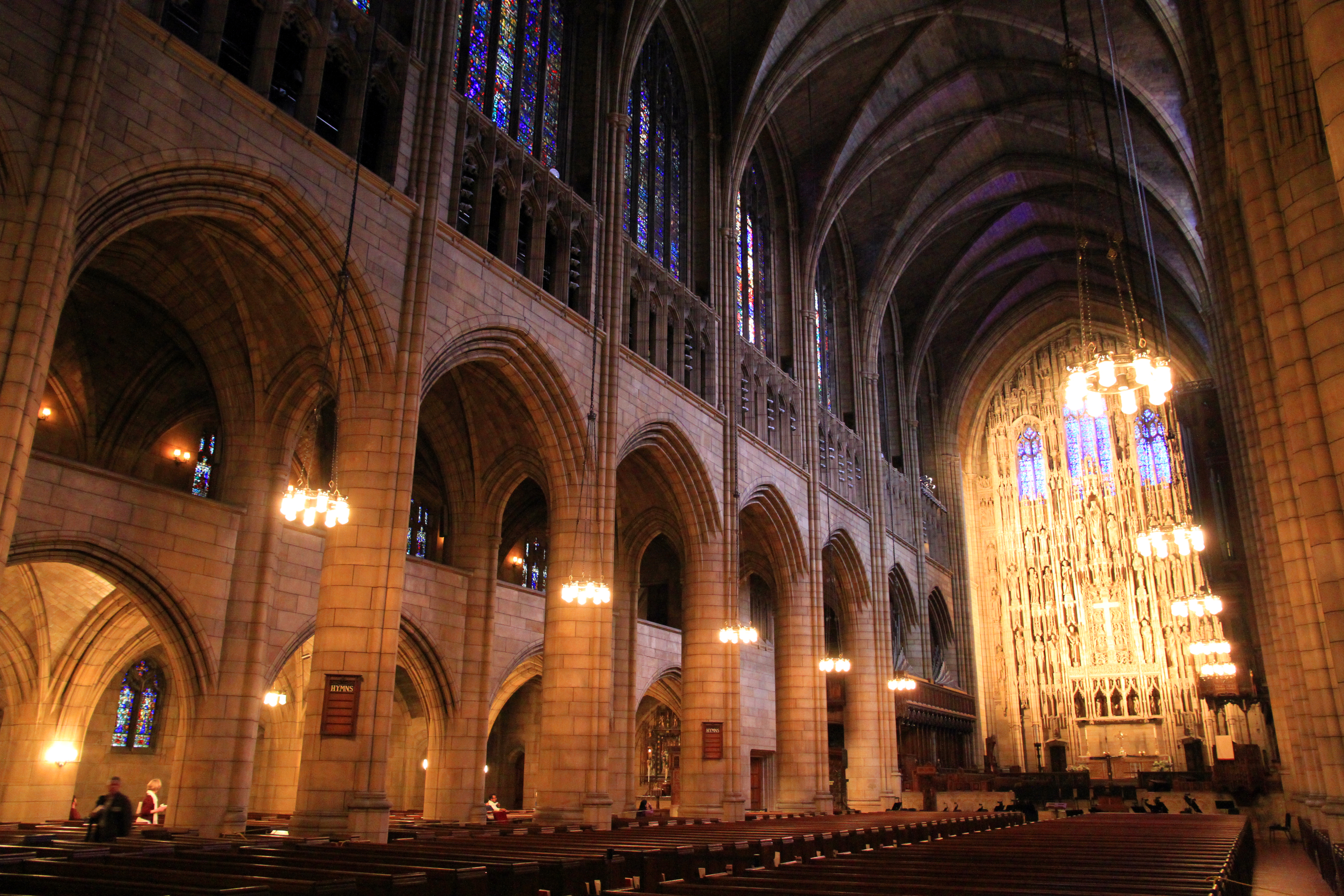
Iglesia de Santo Tomás (Nueva York)

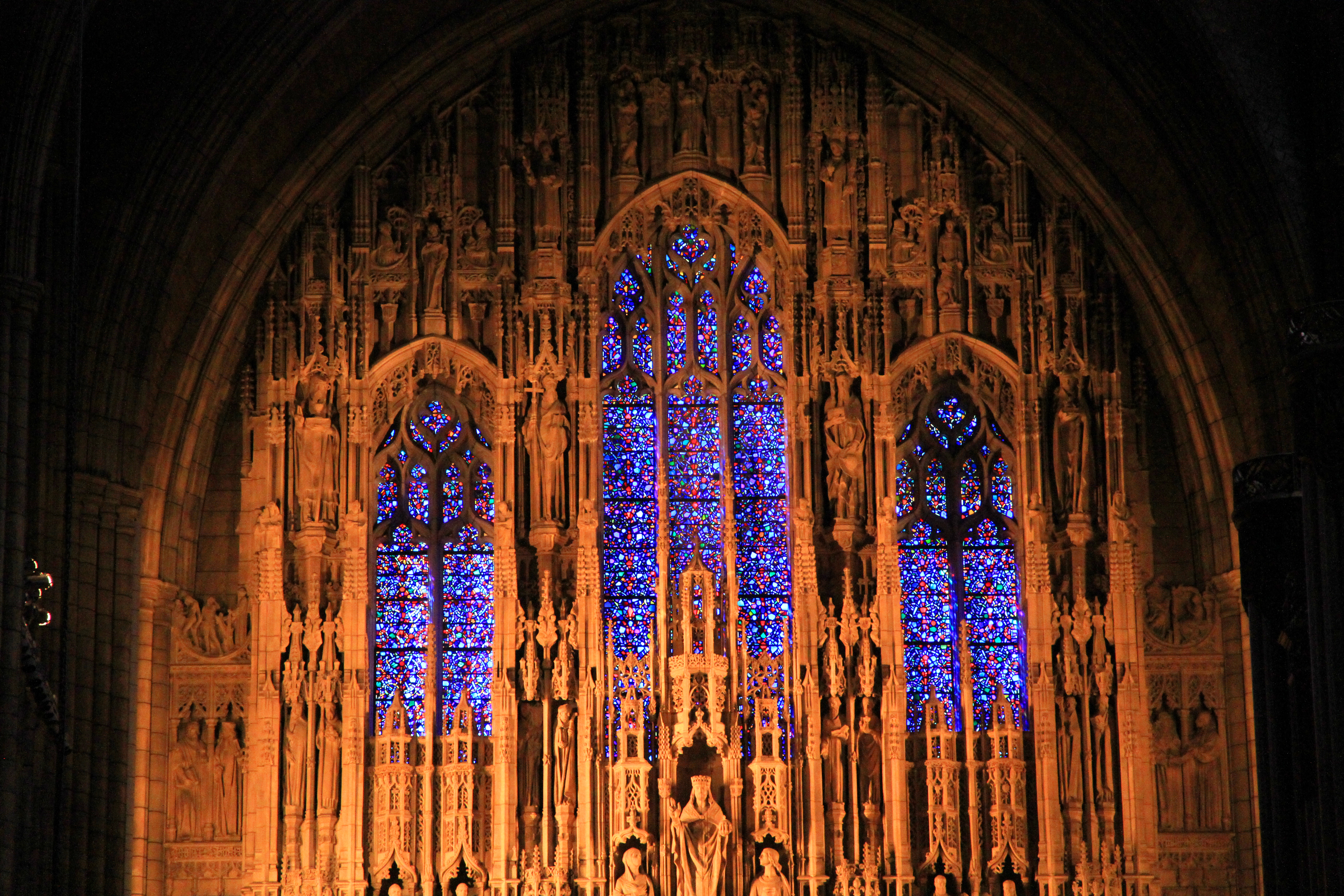
Iglesia de Santo Tomás (Nueva York)

La Iglesia de Santo Tomás se encuentra dentro del condado de Nueva York en las coordenadas 40°45′39″N 73°58′36″O / 40.760833, -73.976667.